# فیلشاه
فیلشاه یک فیلم انیمیشن ایرانی است که در سال ۱۳۹۶ منتشر شد. این فیلم محصول گروه هنر پویا که  تهیه‌کنندگی آن بر عهده حامد جعفری بوده‌است.
این انیمیشن دومین محصول سینمایی گروه هنر پویا پس از پویانمایی شاهزاده روم است که ساخت آن با سرمایه‌گذاری گروه هنر پویا به عنوان یک شرکت خصوصی، بنیاد سینمایی فارابی و مؤسسه تصویر شهر تولید شده‌است. فیلشاه به عنوان تنها پویانمایی راه‌یافته به بخش مسابقه سودای سیمرغ سی و ششمین جشنواره فیلم فجر با ۲۲ اثر سینمایی دیگر رقابت کرد.
این انیمیشن در اکران نوروزی ۱۳۹۷ موفق شد پس از ۷ هفته نمایش، رکورد فروش و تعداد مخاطب تاریخ انیمیشن ایران را بشکند و به پرفروش‌ترین و پر مخاطب ترین انیمیشن سینمای ایران تبدیل شود. فیلشاه در مجموع فروش بیش از ۷ میلیاردی در گیشه سینماها رسید.

## خلاصه داستان
داستان فیلشاه در جنگلی در آفریقا رقم می‌خورد. رئیس گله فیل‌ها صاحب فرزندی می‌شود که همه انتظار دارند جانشین رئیس گله باشد، اما برخلاف تصور همه «فیل شاه» بسیار دست و پا چلفتی است و هیکل گنده‌اش همیشه سبب تخریب و خرابکاری می‌شود. این انیمیشن در اصل دربارهٔ اصحاب فیل و حمله ابرهه به خانه کعبه است که در نهایت به تولد محمد ختم می‌شود.

## صداپیشگان
سرپرست گویندگان:سعید شیخ‌زاده
- حامد عزیزی در نقش شادفیل
- بهرام زند در نقش پافیل
- زهره شکوفنده در نقش مافیل
- حسین عرفانی در نقش اسفل
- ناصر طهماسب در نقش عبدالمطلب
- ژرژ پطرسی در نقش عبدالله
- اکبر منانی در نقش بابا برنابا
- جواد پزشکیان در نقش آشپز و شیر
- شوکت حجت در نقش مریم
- اردشیر منظم در نقش فراموش
- شایان شامبیاتی در نقش شاه صبا یا ابرهه
- میرطاهر مظلومی در نقش غافیل
- مهدی نصرتی در نقش بلال حبشی
- امیر حکیمی در نقش ببر
- بهمن هاشمی در نقش سار
- تورج نصر درنقش گورخر و...
- حسن کاخی در نقش شکارچی ۱
- علیرضا دیباج در نقش شکارچی ۲
- پویا فهیمی در نقش جوجه تیغی، شکارچی ٣
- سعید شیخ زاده در نقش گزارشگر، بچه شتر و...

## ساخت
گروه هنر پویا پس از ارائه شاهزاده روم در اکران عمومی، خبر از ساخت اثری جدید با نام فیلشاه را منتشر کرد؛ انیمیشنی ۹۰ دقیقه‌ای با کیفیتی بالاتر نسبت به اثر قبلی این گروه انیمیشن‌سازی جوان.
تولید فیلشاه داستانی فانتزی برای مخاطبان کودک و نوجوان دارد که بخش‌هایی از صداگذاری این انیمیشن در آمریکا و ساخت موسیقی آن به صورت ارکسترال با حضور حدود ۶۰ نوازنده انجام شده و صرف ۱۰ میلیون گیگاهرتز پردازش کامپیوتری برای رندرینگ این انیمیشن، منجر به انجام ۶۰ درصد از این مرحله تولید در کشور اوکراین گشته‌است.
حامد جعفری، رئیس هیئت مدیره گروه هنر پویا و تهیه‌کننده فیلشاه در گفتگویی دربارهٔ این انیمیشن گفته‌است: «فیلشاه در حیطه انیمیشن کودک و نوجوان گامی رو به جلو است و این وعده را به مخاطبان خود می‌دهیم که با اثری متفاوت که پیشرفت‌های مهمی در حیطه فنی و محتوایی نسبت به شاهزاده روم داشته، روبرو خواهند شد.»
در بخش تولید میگویند که فیلشاه انیمیشنی پر از کاراکتر است که در تولید آن تیمی ۲۲۰ نفره مشارکت داشته‌اند. بیش از ۵۰ انیماتور در این گروه مسئولیت متحرک‌سازی انیمیشن فیلشاه را بر عهده داشته‌اند. گفته می‌شود یکی از چالش‌های اصلی این تیم، متحرک‌سازی حیوانات چهارپا و دوپا پرتعدادی است که در این انیمیشن حضور دارند. برای تولید فیلشاه بیش از ۲۰ نرم‌افزار گرافیکی مورد استفاده قرار گرفته‌است، علاوه بر آن بخش قابل توجهی از پایپ لاین تولید انیمیشن در گروه هنر پویا توسط برنامه نویسان ایرانی بومی شده‌است که کمک بسزایی در کاهش زمان و هزینه تولید انیمیشن‌های سینمایی این کمپانی کرده‌است. گروه هنر پویا به عنوان خالق فیلشاه شناخته می شود که تهیه کنندگی آن را حامد جعفری و کارگردانی آن را هادی محمدیان برعهده داشته اند. 

## نقد و بررسی
در نقد انیمیشن فیلشاه منتقدان به نقاط قوت و ضعف مختلفی اشاره کرده‌اند. از جمله نقاط قوت این انیمیشن استفاده از صداپیشگان حرفه‌ای و دوبله با کیفیت فارسی آن می‌باشد، همچنین کیفیت گرافیکی این انیمیشن نسبت به کار قبلی همین گروه و همچنین سایر کارهای ایرانی جهشی رو به جلو داشته‌است. منتقدان کودکانه بودن روایت این انیمیشن را جزو نقاط قوت کار دانسته‌اند که فروش خوب فیلشاه گواه موفقیت در جلب نظر مخاطبان کودک، می‌باشد. اما از مهمترین نقاط ضعف پرفروش‌ترین انیمیشن تاریخ ایران (تا سال ۱۳۹۸)، عدم پرداخت به شخصیت‌ها، تقطیع بسیار سریع نیمه اول این کار که موجب سردرگمی مخاطب می‌گردد، همچنین استفاده یا الهام‌گیری از برخی شخصیت‌های انیمیشن شناخته شده‌است.

## اکران داخلی
«فیلشاه» در تاریخ ۲۳ اسفند ۱۳۹۶ با حضور وزیر ارتباطات و فناوری اطلاعات محمدجواد آذری جهرمی، رئیس شورای عالی فضای مجازی فیروزآبادی، عوامل این فیلم و اهالی فرهنگ و هنر در ایران رونمایی شد و از ۲۴ اسفندماه با شعار «عیدی سینمای ایران به کودکان ایرانی» اکران نوروزی خود را آغاز کرد. «فیلشاه» در رقابت با ۶ فیلم رئال توانست به فروش خوبی برسد و در طول ۷ هفته اکران نوروزی با عبور از مرز فروش ۵ میلیارد تومان، رکورد شاهزاده روم، محصول قبلی گروه هنر پویا را بکشند و به «پرفروش‌ترین انیمیشن تاریخ سینمای ایران» تبدیل شود. این انیمیشن درنهایت در پایان اکران خود در ایران، توانست با مجموع فروش ۸ میلیارد تومان، رکورد فروش انیمیشن ایران را چند پله بالا ببرد.

## اکران بین‌المللی
«فیلشاه» انیمیشنی ۳ زبانه و دارای دوبله‌های فارسی، عربی و انگلیسی است. نسخه عربی انیمیشن سینمایی «فیلشاه» پیش از ایران، در کشور لبنان به روی پرده رفت. مطابق گزارش مالک نسخه عربی این انیمیشن سینمایی، اکران «فیلشاه» در کشور لبنان توسط شرکت «میم للانتاج الثقافی» از اوایل سال ۲۰۱۸ آغاز شد و با جذب حدود ۸۵ هزار مخاطب موفق به فروش نیم میلیون دلاری شد و توانست به سومین فیلم پرمخاطب گیشه سینماهای لبنان در فصل اخیر و دومین انیمیشن پرمخاطب تاریخ سینمای لبنان (پس از انیمیشن «اسمورف ۲») تبدیل شود.
افتتاحیه این انیمیشن در لبنان با حضور وزیر گردشگری و وزیر ورزش و جوانان این کشور برگزار شد. از نکات جالب نسخه عربی این انیمیشن، استفاده از بازیگران مطرح برای صداپیشگی آن است و چهره‌هایی همچون «جرج خباز» و «محمد شمص» در نسخه عربی این فیلم صداپیشگی کرده‌اند. «فاتن شراره» از نویسندگان و منتقدان لبنانی در پایگاه «شاشات» در مقاله‌ای با اشاره به قدرت فنی این انیمیشن می‌نویسد: این فیلم را که می‌بینی فکر می‌کنی این اثر دارای امضای آثار جهانی است و این یک غلو نیست.
«فیلشاه» علاوه بر لبنان، در کشورهای اردن، امارات و عراق نیز به نمایش درآمد. همچنین برنامه‌هایی برای نمایش آن در ترکیه، کشورهای شرق آسیا و اروپا وجود دارد.
فیلشاه پس از دوبله روسی به روسیه رفت و در ۴۰۰ سالن سینما اکران شد، به گفته تهیه‌کننده این فیلم، فیلشاه اولین فیلم ایرانی است که به این گستردگی در روسیه اکران می‌شود. به گزارش ایسنا، همشهری و مهر قرار است این فیلم در قزاقستان، قرقیزستان، جمهوری آذربایجان و بلاروس نیز اکران شود. هچنین پیشتر اکران آن در کره جنوبی دنبال شده بود که نهایتاً به پخش نمایش خانگی منجر شد.

## جوایز
| ردیف | سال  | عنوان                                                                              |
| ---- | ---- | ---------------------------------------------------------------------------------- |
| ۱    | ۱۳۹۷ | تندیس بهترین دستاورد فنی و هنری از هجدهمین جشن حافظ (دنیای تصویر)                  |
| ۲    | ۱۳۹۷ | نامزد بهترین موسیقی فیلم از بیستمین جشن بزرگ سینمای ایران                          |
| ۳    | ۱۳۹۶ | برگزیده تندیس ققنوس بهترین فیلم از هفتمین جایزه سینمایی ققنوس                      |
| ۴    | ۱۳۹۶ | دیپلم افتخار و جایزه ویژه تجلی اراده ملی از سی و ششمین جشنواره بین المللی فیلم فجر |

## حواشی
- انیمیشن «فیلشاه» به عنوان تنها انیمیشن راه یافته به بخش سودای سیمرغ سی و ششمین جشنواره ملی فیلم فجر علی‌رغم حضور در بخش مسابقه، به گفته رسول صدرعاملی و محمدرضا فروتن (از داوران این رویداد سینمایی) در برنامه تلویزیونی هفت، در حرکتی بی‌سابقه اصلاً مورد داوری قرار نگرفت و به دلایل مختلفی چون «عدم امکان داوری یک اثر انیمیشن در کنار آثار رئال» کنار گذاشته شد.[۳۵] این اتفاق واکنش عوامل این فیلم را دربرداشت و آنها در بیانیه ای اعلام کردند: «این یکی از عجیب‌ترین اتفاقات تاریخ سی و شش ساله جشنواره فیلم فجر است که فیلمی به بخش مسابقه سودای سیمرغ راه می‌یابد ولی داوران فیلم را داوری نمی‌کنند!»[۳۶]
- نشریه «هم قلم» در گزارشی دربارهٔ «سهم محصولات ارگانی در جشنواره فیلم فجر» از انیمیشن سینمایی «فیلشاه» به عنوان «فیلمی ارگانی محصول بنیاد سینمایی فارابی و مؤسسه تصویر شهر» یاد کرد که عوامل این انیمیشن در جوابیه‌ای اعلام کردند: «فیلشاه» آخرین محصول «گروه هنر پویا»، به عنوان یک کمپانی خصوصی است و در تولید انیمیشن سینمایی «فیلشاه» نیز فارابی و تصویر شهر پس از آغاز تولید این انیمیشن به جمع سرمایه‌گذاران نسخه فارسی این فیلم پیوستند و جمعاً سهمی ۵۰ درصدی تنها در نسخه فارسی آن دارند. انیمیشن چندزبانه «فیلشاه» دارای چندین نسخه بین‌المللی از جمله عربی، انگلیسی و فرانسوی است که هیچ درصدی از حق مالکیت آن نسخ در اختیار ارگان دولتی نیست![۳۷]
- درگذشت «بهرام زند»، پیشکسوت دوبله ایران: آخرین نقشی که بهرام زند دوبله کرده بود در نقش «پافیل» در انیمیشن سینمایی فیلشاه بود که در زمان نمایش عمومی این انیمیشن از دنیا رفت و آخرین نقش آفرینی او مورد توجه قرار گرفت.[۳۸]

## جستار های وابسته
- بچه زرنگ
- گروه هنر پویا
- حامد جعفری